# 圣索兰德科纳克
圣索兰德科纳克（法語：Saint-Sorlin-de-Conac，法語發音：[sɛ̃ sɔʁlɛ̃ də kɔnak]）是法国滨海夏朗德省的一个市镇，位于该省南部，和吉伦特省接壤，属于容扎克区。

## 地理
圣索兰德科纳克（45°22'6"N, 0°40'44"W）面积15.37 平方千米，位于法国新阿基坦大区滨海夏朗德省，该省份为法国西部滨海省份，北起旺代省，西临大西洋，南至吉倫特省，东南接多爾多涅省，东北接德塞夫勒省接壤，东临夏朗德省。
与圣索兰德科纳克接壤的市镇（或旧市镇、城区）包括：吉伦特河畔圣博内、圣乔治德萨古、圣托马德科纳克、吉伦特河畔圣西耶、圣克里斯托利-梅多克、圣伊藏德梅多克。

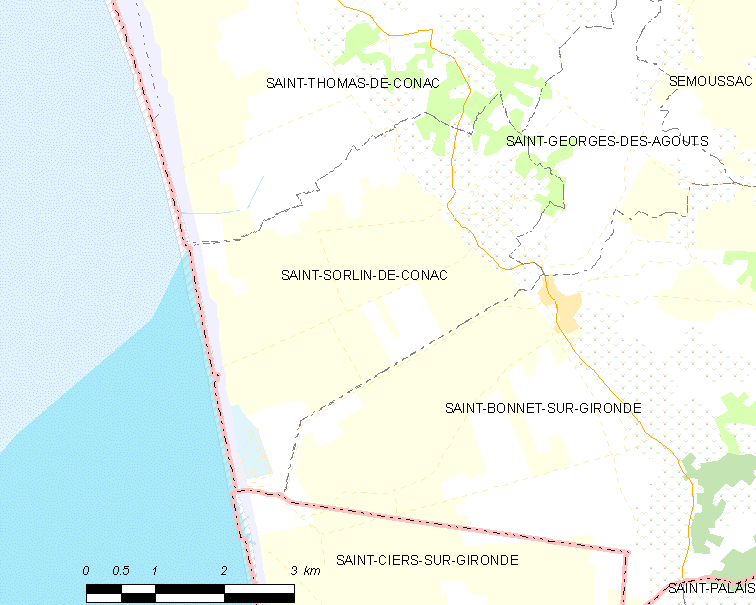
圣索兰德科纳克的OSM定位图

圣索兰德科纳克的时区为UTC+01:00、UTC+02:00（夏令时）。

## 行政
圣索兰德科纳克的邮政编码为17150，INSEE市镇编码为17405。

## 政治
圣索兰德科纳克所属的省级选区为蓬镇县。

## 人口

1962-2008年间圣索兰德科纳克人口变化图示

圣索兰德科纳克于2022年1月1日时的人口数量为205人。